# 1860年大彗星
1860年大彗星（Great Comet of 1860），正式命名為C/1860 M1，是一顆1860年肉眼可見的彗星。由於其非凡的亮度，它被認為是大彗星之一。

## 觀測史
對於地球上的觀測者來說，這顆彗星最初是從太陽的方向接近的。彗星於1860年6月4日以僅3.5°的距離掠過太陽，因此一直未被天文學家觀測到。當它突然出現在傍晚的天空中時，已經是一個明亮的天體，並被世界各地的許多人發現。
最早的觀測紀錄可能發生在1860年6月18日晚上的義大利，但在接下來的幾天裡，歐洲各地和美國東部都有獨立的發現報告，強調了它的亮度和肉眼可見度。光是在美國，估計就有50-100個獨立發現，因此發現新彗星的消息迅速傳開。
6月22日，彗星已經形成了6-7°的長尾。接下來的幾天裡，這顆彗星達到了最北方的位置。在黃昏時，天文學家可以在西北方向觀測到彗星，此時亮度為3等，彗尾長度為15-20°。
這顆彗星一直持續接近地球，直到七月初，天文學家從南半球就可以看到它。7月6日，澳洲觀測者估計亮度為2-3等，尾長為8-9°。到了七月底，北半球的觀測者變得更難觀察到這顆彗星。八月和九月，來自南半球的觀測也變得越來越少，而彗星則顯得越來越暗淡。10月18日晚間，最後一次觀測在在南非進行。
這顆彗星的最大亮度達到了1-2等。

## 軌道
1868年，阿杜爾·奧威爾斯使用當時的方法計算出彗星的軌道為拋物線。最近，小理查德·L·伯蘭罕 （Richard L. Branham, Jr.）使用130天內的500多個觀測數據，並考慮了所有行星的干擾影響和其他現代數學方法，計算出彗星軌道為雙曲線，並改進軌道要素。
透過118天的約300次觀測，奧維爾斯能夠確定彗星為拋物線軌道，該軌道與黃道傾斜約79°。因此，彗星的軌道幾乎垂直於行星的軌道平面。1860年6月16日，彗星經過最接近太陽（近日點），距離太陽約4,380萬公里，位於水星軌道之內。6月8日，彗星在距離約1660萬公里的地方掠過水星。7月7日，彗星在距離約3120萬公里的地方掠過金星。7月11日，彗星距離地球最近，距離約6,840萬公里（0.46天文單位）。7月19日，彗星掠過火星，距離約1億1,520萬公里。